# Dacia Bigster

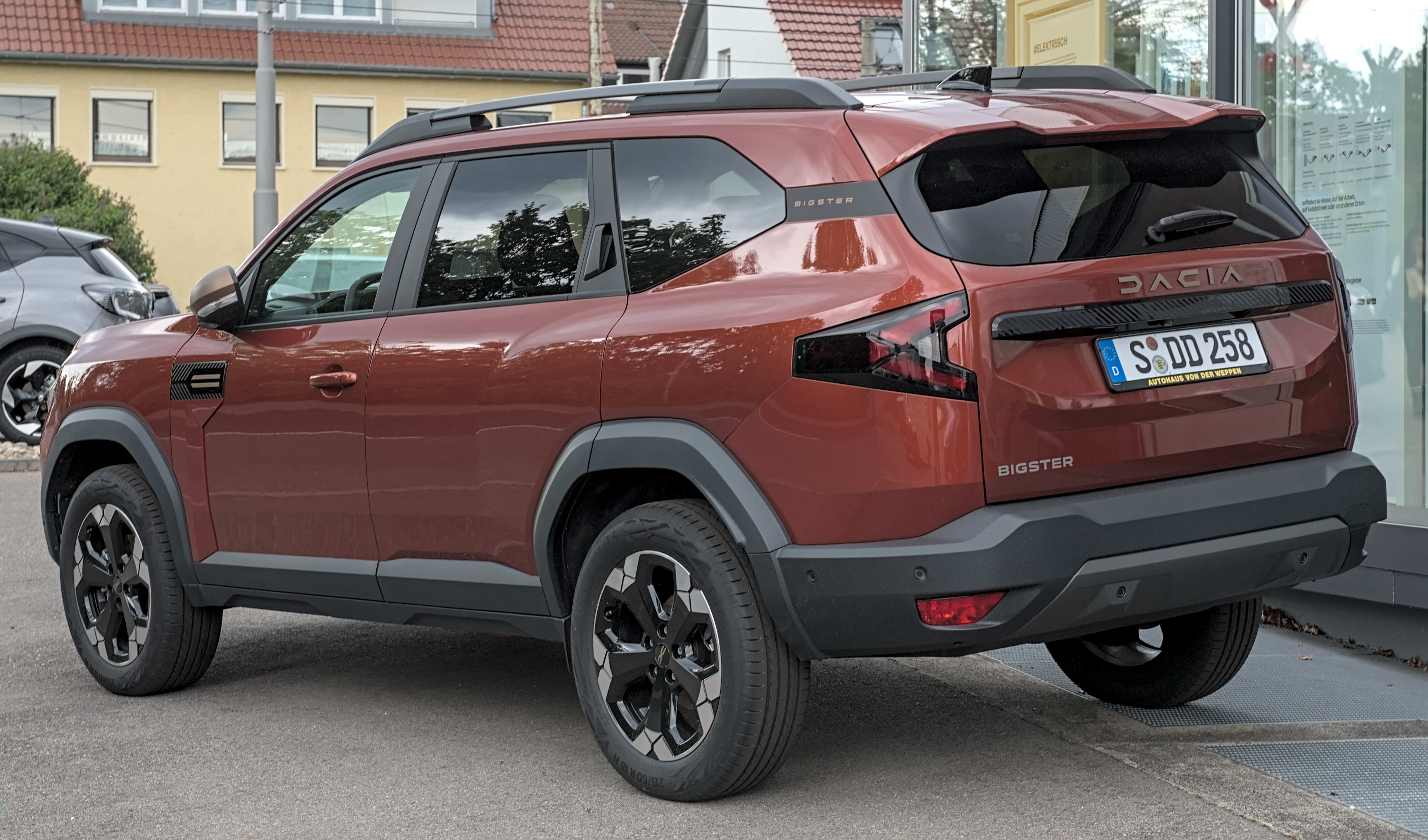
Heckansicht

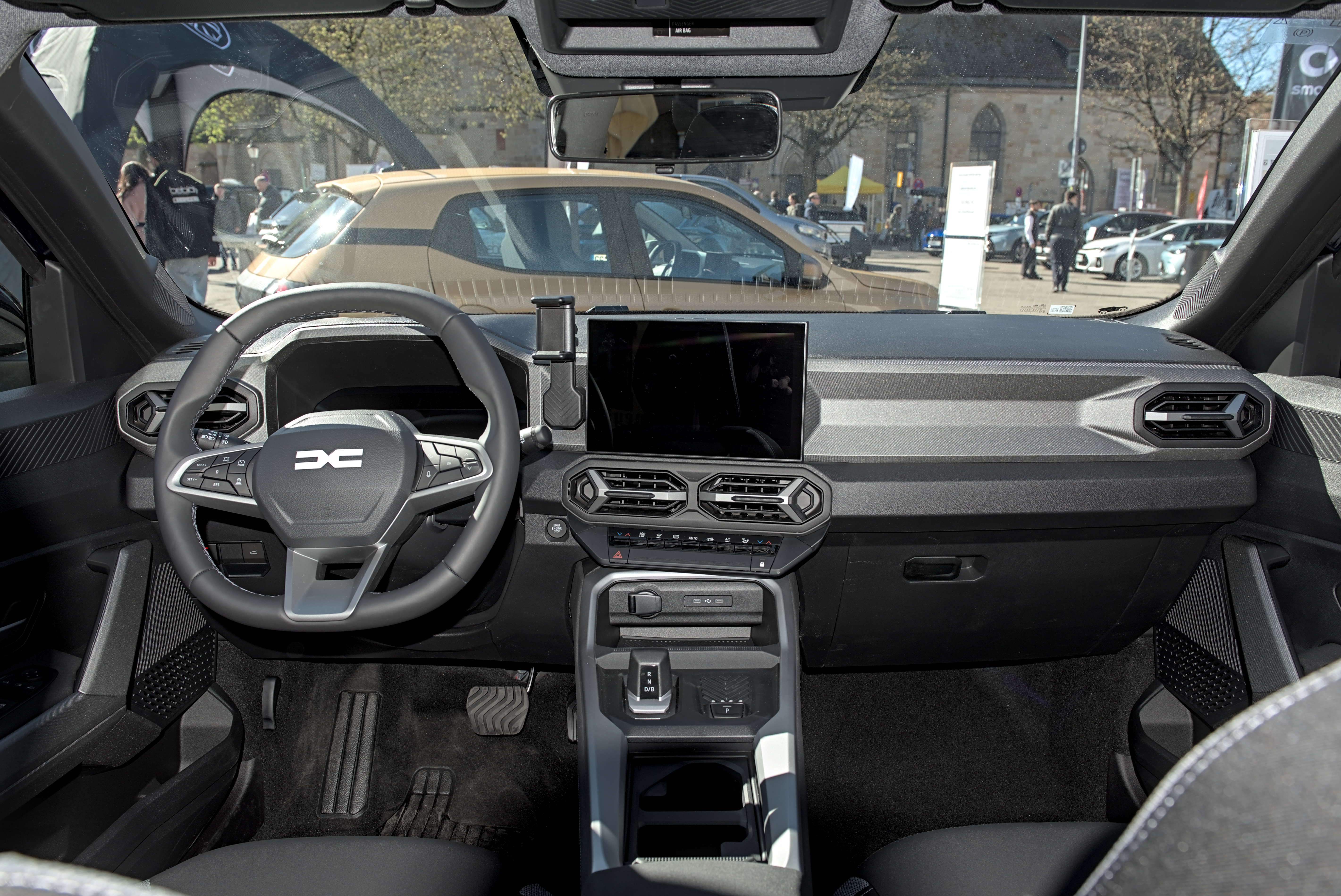
Innenansicht

Der Dacia Bigster ist ein Sport Utility Vehicle des rumänischen Automobilherstellers Dacia.

## Modellgeschichte
Einen ersten Ausblick auf ein SUV, das in der Modellpalette oberhalb des Duster positioniert ist, zeigte Dacia im Januar 2021 mit dem Konzeptfahrzeug Dacia Bigster Concept. Das Serienmodell wurde schließlich im Oktober 2024 auf dem Pariser Autosalon vorgestellt und wird seit Januar 2025 in vier Ausstattungsvarianten verkauft. Die Markteinführung erfolgte im Mai 2025. Erstmals ist mit dem Bigster ein Modell des Herstellers mit elektrischer Heckklappe und Panoramadach erhältlich.
Gebaut wird der Bigster in Mioveni.

## Sicherheit
Im Mai 2025 wurde vom Euro NCAP die Crashtest-Beurteilung des Bigster bekanntgegeben. Er erhielt drei von fünf möglichen Sternen.

## Technik

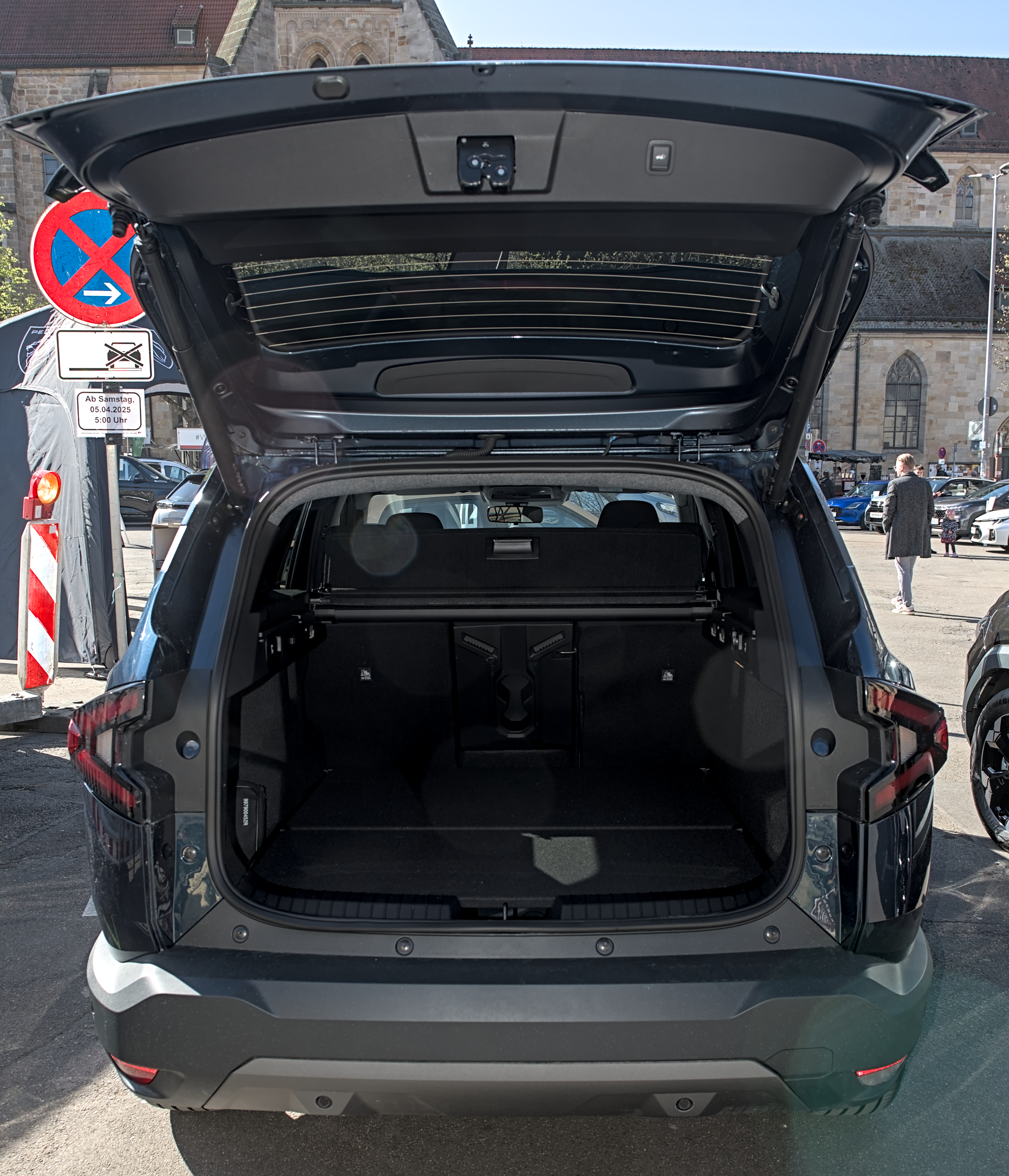
Kofferraum

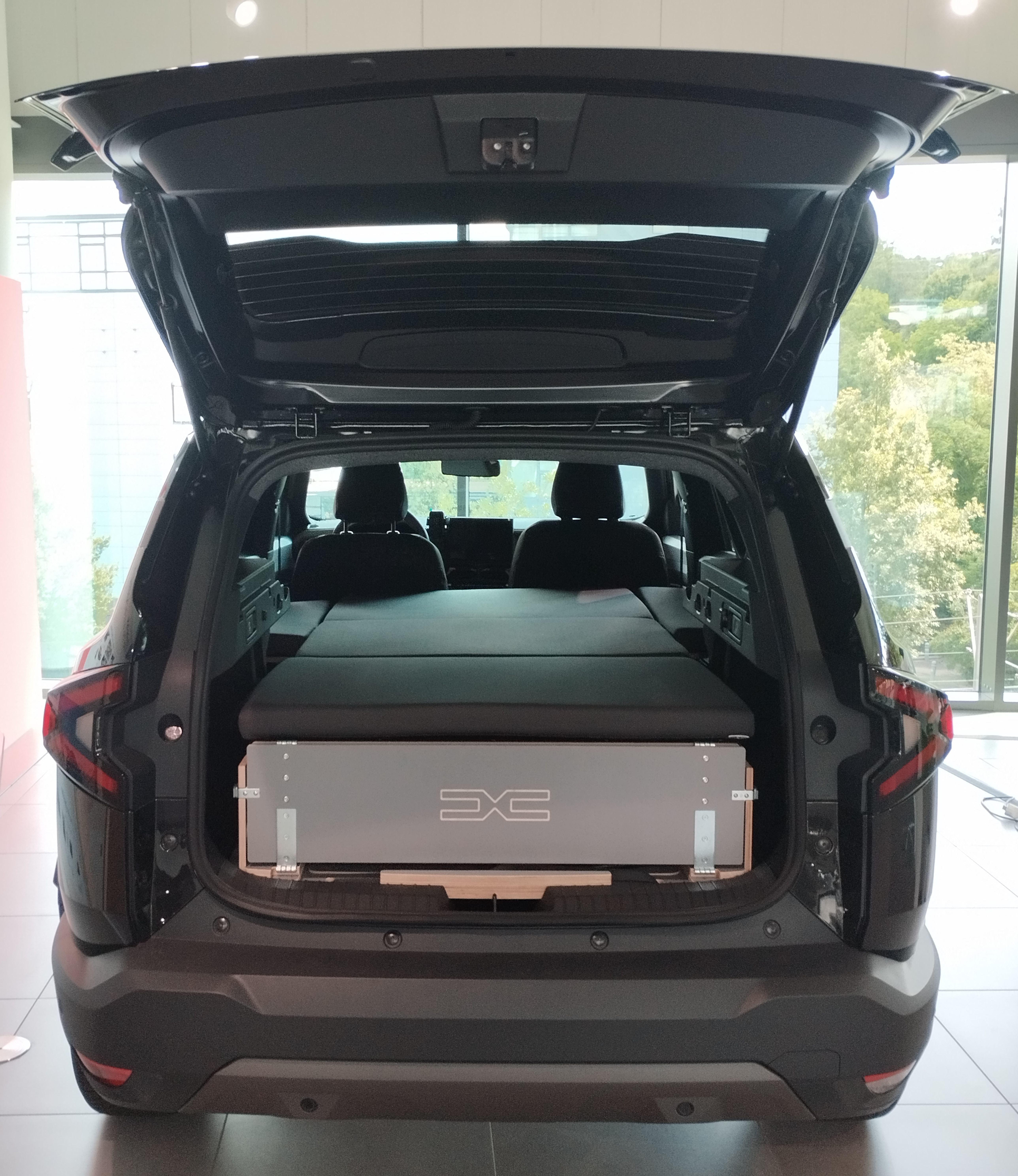
Kofferraum mit Sleep Pack

Das SUV ist 4,57 Meter lang, 1,81 Meter breit und 1,71 Meter hoch. Der Kofferraum des ausschließlich fünfsitzigen Fahrzeugs fasst 667 Liter. Die Rücksitzbank ist im Verhältnis 40:20:40 umklappbar. So entsteht eine 2,70 Meter lange Ladefläche, die mit dem optionalen Sleep Pack auch als Doppelbett genutzt werden kann. Eine dritte Sitzreihe wird nicht eingebaut, weil das Mehrgewicht eine andere Hinterachse erfordert hätte. Technisch basiert der Wagen auf der CMF-B-Plattform der Renault-Nissan-Mitsubishi-Allianz.
Zum Marktstart werden vier Motorisierungen verfügbar sein. Mild Hybrid 130 4x4 und Mild Hybrid 140 nutzen einen 1,2-Liter-Ottomotor mit einem 48-Volt-Mild-Hybrid-System. Der ECO-G 140 ist aus dem Mild Hybrid 140 abgeleitet und bietet eine bivalente Antriebsoption für Benzin und Autogas. Auch dieser Motor ist als Mild-Hybrid ausgeführt. Der Hybrid 155 ist ein Voll-Hybrid, der einen neuen 1,8-Liter-Ottomotor mit zwei Elektromotoren kombiniert.

### Technische Daten
|                                                        | Mild Hybrid 130 4x4                          | Mild Hybrid 140                              | Mild Hybrid-G 140                            | Hybrid 155                                                                             |
| Bauzeitraum                                            | seit 05/2025                                 | seit 05/2025                                 | seit 06/2025                                 | seit 05/2025                                                                           |
| Motorkenndaten                                         |                                              |                                              |                                              |                                                                                        |
| Motortyp                                               | Mild-Hybrid. R3-Ottomotor + Startergenerator | Mild-Hybrid. R3-Ottomotor + Startergenerator | Mild-Hybrid. R3-Ottomotor + Startergenerator | Voll-Hybrid. R4-Ottomotor + Elektromotor & Startergenerator                            |
| Motoraufladung                                         | Turbolader                                   | Turbolader                                   | Turbolader                                   | —                                                                                      |
| Hubraum                                                | 1199 cm³                                     | 1199 cm³                                     | 1199 cm³                                     | 1799 cm³                                                                               |
| max. Leistung bei min−1                                | 96 kW (131 PS) / 4500                        | 103 kW (140 PS) / 4500                       | 103 kW (140 PS) / 4500                       | 115 kW (155 PS) / 5300 Verbrennungsmotor: 80 kW (109 PS) Elektromotoren: 35 kW (49 PS) |
| max. Drehmoment bei min−1                              | 230 Nm / 2250                                | 230 Nm / 2100                                | 230 Nm / 2100                                | 172 Nm / 3000 Elektromotor: 205 Nm                                                     |
| Kraftübertragung                                       |                                              |                                              |                                              |                                                                                        |
| Antrieb                                                | Allradantrieb                                | Vorderradantrieb                             | Vorderradantrieb                             | Vorderradantrieb                                                                       |
| Getriebe                                               | 6-Gang-Schaltgetriebe                        | 6-Gang-Schaltgetriebe                        | 6-Gang-Schaltgetriebe                        | Multi-Mode-Automatikgetriebe                                                           |
| Messwerte                                              |                                              |                                              |                                              |                                                                                        |
| Höchstgeschwindigkeit                                  | 180 km/h                                     | 180 km/h                                     | 180 km/h                                     | 180 km/h                                                                               |
| Beschleunigung, 0–100 km/h                             | 11,2 s                                       | 9,8 s                                        | 10,0 s                                       | 9,7 s                                                                                  |
| Kraftstoffverbrauch auf 100 km kombiniert (Flüssiggas) | 6,1 l Super                                  | 5,5 l Super                                  | 5,8 l Super (7,1 l LPG)                      | 4,7 l Super                                                                            |
| CO2-Emissionen (Flüssiggas)                            | 137 g/km                                     | 124 g/km                                     | 132 g/km (116 g/km)                          | 106 g/km                                                                               |
| Tankinhalt (Flüssiggas)                                | 55 l                                         | 50 l                                         | 50 l (50 l)                                  | 50 l                                                                                   |
| Abgasnorm nach EU-Klassifikation                       | Euro 6d-FULL                                 | Euro 6d-FULL                                 | Euro 6d-FULL                                 | Euro 6d-FULL                                                                           |